# Warren Bernhardt
Warren Bernhardt (født 12. november 1938 i Wausau, Wisconsin, død 19. august 2022 i New York City, USA) var en amerikansk pianist, komponist og arrangør.
Bernhardt som både spillede jazz, pop og klassisk musik, var med i Paul Winters sekstet (1961-1964). Herefter spillede han bl.a. med George Benson, Gerry Mulligan og Jeremy Steig, indtil han i 1980'erne blev medlem af jazzfusions gruppen Steps Ahead.
Bernhardt var (1993-1994) musikalsk leder for Steely Dan.
Han dannede i 2007 gruppen L'Image, som bestod af Mike Mainieri, Tony Levin, Steve Gadd og David Spinozza, og indspillede en live plade i Japan L'Image 2.0.